# Young Jeezy
Jay Wayne Jenkins (Columbia (South Carolina), 28 september 1977), bekend onder de artiestennaam Young Jeezy of Jeezy, is een Amerikaanse rapper. Hij behoort ook tot de rapgroep United Streets Dopeboyz of America beter bekend als (USDA) en hij is een voormalig lid van Boyz n da Hood. Hij is zijn carrière begonnen in 2001 bij een onafhankelijk label waarna hij in 2005 lid is geworden van Boyz N Da Hood. Datzelfde jaar kwam ook zijn debuutalbum uit Let's Get It: Thug Motivation 101. De track Soul Survivor bracht hij ook in een single uit die samen met Akon die in de top tien terechtkwam in de Verenigde Staten.
In 2006 volgde zijn volgende album The Inspiration, en The Recession volgde in 2008. In 2020 heeft hij zijn focus verplaatst richting de strijd voor gelijke rechten. Met zijn Album Recession 2 pleit hij voor gelijkheid. 

## Privéleven
Jay Jenkins werd geboren in Columbia, South Carolina, waarna hij op vroege leeftijd naar Atlanta, Georgia verhuisde, toen hij nog een peuter was. In een interview met het Amerikaanse tijdschrift XXL magazine, beschreef hij zijn jeugd als "leeg". In 1994 zat hij negen maanden vast in een Boot Camp in Savannah, Georgia voor het in bezit zijn van drugs.

## Discografie

### Studioalbums
| 2005                                    | Let's Get It: Thug Motivation 101 - Eerste studioalbum - Uitgebracht op: 26 juli, 2005 - Label: Def Jam          | 2 | 1 | 1 | — | - VS: Platinum |  |  |  |  |  |
| 2006                                    | The Inspiration - Tweede studioalbum - Uitgebracht op: 12 december, 2006 - Label: Def Jam                        | 1 | 1 | 1 | — | - VS: Platinum |  |  |  |  |  |
| 2008                                    | The Recession - Derde studioalbum - Uitgebracht op: 2 september, 2008 - Label: Def Jam                           | 1 | 1 | 1 | 6 | - VS: Gold     |  |  |  |  |  |
| "—" denotes releases that did not chart | |   |   |   |   |                |  |  |  |  |  |
| 2010                                    | Thug Motivation 103: Hustlerz Ambition - Vierde studioalbum - Uitgebracht op: 20 december, 2011 - Label: Def Jam |   |   |   |   |                |  |  |  |  |  |
| 2020                                    | The Recession 2 - Vijfde studioalbum - Uitgebracht op 20 november 2020 - Label: Def Jam                          |   |   |   |   |                |  |  |  |  |  |

## Hitnotaties

### Singles
| Single met eventuele hitnotering(en) in de Nederlandse Top 40 | Datum van verschijnen | Datum van binnenkomst | Hoogste positie | Aantal weken | Opmerkingen                                        |
| ------------------------------------------------------------- | --------------------- | --------------------- | --------------- | ------------ | -------------------------------------------------- |
| Say I                                                         | 2006                  | 20-05-2006            | tip3            | -            | met Christina Milian / Nr. 74 in de Single Top 100 |
| Love in this club                                             | 2008                  | 26-04-2008            | tip2            | -            | met Usher / Nr. 47 in de Single Top 100            |

| Single met hitnotering(en) in de Vlaamse Ultratop 50 | Datum van verschijnen | Datum van binnenkomst | Hoogste positie | Aantal weken | Opmerkingen          |
| ---------------------------------------------------- | --------------------- | --------------------- | --------------- | ------------ | -------------------- |
| Say I                                                | 2006                  | 03-06-2006            | 43              | 2            | met Christina Milian |
| Love in this club                                    | 2008                  | 10-05-2008            | 5               | 14           | met Usher            |

- Bibliothèque nationale de France: cb15008303n (data)
- Gemeinsame Normdatei: 135408989
- International Standard Name Identifier: 0000 0003 6847 0298
- Library of Congress Control Number: n2005063323
- MusicBrainz: dcad99e7-3c3e-4c78-bf8a-68203e17da48
- Nationale Bibliotheek van Tsjechië: xx0084698
- Virtual International Authority File: 85860692
- WorldCat: E39PBJwD4t9wwJRbm6d6FghmBP